# Fortpflanzung
Fortpflanzung, auch Reproduktion genannt, ist die Erzeugung neuer, eigenständiger Nachkommen eines Lebewesens. In der Regel (außer bei manchen Einzellern) ist sie mit einer Vermehrung der Anzahl der Exemplare verbunden. Man unterscheidet die geschlechtliche Fortpflanzung, bei der sich gewöhnlich zwei Geschlechter paaren, und die ungeschlechtliche Fortpflanzung, bei der keine Paarung erfolgt.

## Forschungsgeschichte

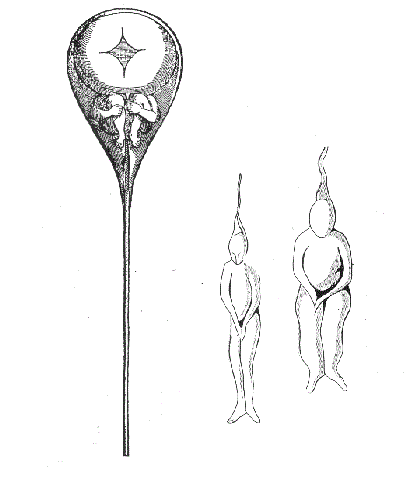
Spermien als präformierte Menschen, Zeichnung von Nicolas Hartsoeker, 1695

Die heute selbstverständliche Vorstellung, dass Lebewesen sich fortpflanzen, tauchte erst gegen Ende des 18. Jahrhunderts auf: Bis dahin betrachtete man die Entstehung, die „Zeugung“ eines Lebewesens als einen Schöpfungsakt. Dabei unterschied man die „Samenzeugung“, wie sie beim Menschen und bei höheren Tieren vorliegt, von der Spontanzeugung, durch die niedere Tiere wie etwa Schlangen oder Fliegen aus fauliger und schlammiger Materie hervorzugehen schienen. In jedem Fall betrachtete man das Eingreifen des Schöpfers als notwendig.
Im 17. Jahrhundert kam die Vorstellung auf, dass Menschen und höhere Tiere nicht jeweils neu gezeugt würden, sondern bereits vorgeformt (präformiert) seien und sich nur noch „auswickeln“ müssten (Präformationslehre). Sie gewann große Überzeugungskraft durch die mikroskopischen Untersuchungen von Antoni van Leeuwenhoek und Anderen, die im Sperma von Menschen und Tieren „Samentierchen“ (Spermien) fanden und in diesen winzige „Menschlein“ (homunculi) zu sehen meinten. Parallel dazu wurde vor allem durch die Experimente Francesco Redis zum Hervorgehen von Fliegen aus faulendem Fleisch deutlich, dass auch solche niederen Tiere nicht spontan entstehen, sondern aus winzigen Eiern. Nun stellte man sich vor, dass alle Lebewesen bereits ineinander geschachtelt vorhanden und bei der Schöpfung zugleich erschaffen worden seien. Die Entdeckung Charles Bonnets im Jahre 1740, dass weibliche Blattläuse sich auch ohne Männchen fortpflanzen können (Parthenogenese), galt als ein glänzender Beweis, wenngleich sie im Widerspruch zu der Annahme stand, dass die künftigen Generationen in den „Samentierchen“ eingeschachtelt seien.
Dass Lebewesen Eigenschaften beider Eltern in sich vereinen können, war im Falle des Maultiers schon seit der Antike bekannt, und Joseph Gottlieb Kölreuter beschrieb 1761, dass dies auch bei Kreuzungen verschiedener Tabak-Arten auftritt. Bekannt war darüber hinaus, dass Missbildungen an Nachkommen sowohl vom Vater als auch von der Mutter weitergegeben werden können. Dies waren jedoch wenig beachtete Phänomene, die man im Rahmen der herrschenden Vorstellungen nicht erklären konnte. Ebenso konnten die detaillierten Untersuchungen Caspar Friedrich Wolffs (1759) über die allmähliche Herausbildung von Küken im Ei aus der anfangs ganz formlosen Dottermasse (Epigenese) die Zeitgenossen nicht überzeugen.
Eine neue Denkrichtung regte Johann Friedrich Blumenbach an, indem er 1781 einen Bildungstrieb als „eine der ersten Ursachen von Generation, Nutrition und Reproduction“ postulierte. Dieses vitalistische Konzept bot eine Alternative zu den präformistischen Vorstellungen und umfasste auch den Begriff der Fortpflanzung (Reproduktion). Offen blieb zunächst noch die Frage, ob sich auch Menschen und Säugetiere wie andere Tiere aus Eiern oder, wie es etwa Albrecht von Haller postuliert hatte, aus gerinnender Menstruationsflüssigkeit entwickeln, bis Karl Ernst von Baer 1827 das menschliche Ei im Ovarialfollikel entdeckte.

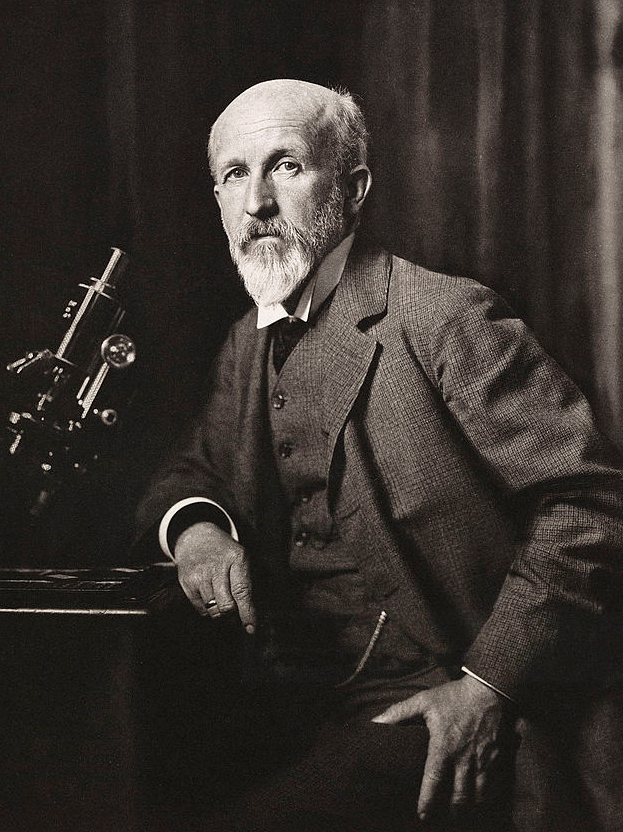
Oscar Hertwig (1906)

Den Vorgang der Befruchtung, also der Vereinigung von Eizelle und Spermium, beschrieb Oscar Hertwig 1876–1878 bei Seeigeln: Er verwendete Osmiumtetroxid zur Fixierung der mikroskopischen Präparate und Borax-Karmin zur spezifischen Anfärbung der Zellkerne. So entdeckte er beim Vergleich aufeinanderfolgender Stadien, dass das Spermium mit dem Kopf in die Eizelle eintritt und seinen Kern freisetzt, woraufhin sich beide Kerne aufeinanderzubewegen und vereinigen. Die Kernteilung (Mitose), bei der die ebenfalls mit Karmin anfärbbaren Chromosomen erscheinen und gleichmäßig auf die beiden Tochterzellen verteilt werden, hatte bereits 1873 Friedrich Anton Schneider beschrieben.
Eine Bedeutung oder Funktion konnte man diesen Vorgängen jedoch nicht zuschreiben. Zwar hatte Gregor Mendel die Ergebnisse seiner Kreuzungsversuche, bei denen er die später nach ihm benannten Vererbungsregeln herausgearbeitet hatte, schon 1866 veröffentlicht, aber er fand dafür zu seinen Lebzeiten kein Verständnis. Es dauerte bis ins Jahr 1900, dass Hugo de Vries, Carl Correns und Erich Tschermak, nachdem sie selbst – gleichzeitig, aber unabhängig voneinander – entsprechende Ergebnisse erhalten hatten, auf diesen Vorarbeiter aufmerksam wurden. Inzwischen war auch das Verhalten der Chromosomen bei der Meiose besser bekannt, und 1902 wies Walter Sutton darauf hin, dass das paarweise Auftreten gleichgestalteter Chromosomen etwas mit den ebenfalls paarweise vorhandenen Merkmalen in den Arbeiten Mendels und seiner Wiederentdecker zu tun haben könnte, was schließlich Theodor Boveri 1904 explizit als Chromosomentheorie der Vererbung formulierte.
Boveri, Correns und Andere nahmen jedoch an, dass der Zellkern bzw. die Chromosomen nur eine eher untergeordnete Funktion bei der Vererbung hätten und das Zytoplasma die Hauptrolle spiele. Dagegen erarbeiten Thomas Hunt Morgan und Hermann Joseph Muller aufgrund ihrer Untersuchungen über gemeinsam vererbte Merkmale (Genkopplung) Genkarten, auf denen eine bestimmte Anordnung von Genen auf einem Chromosom verzeichnet war, und formulierten in den 1920er Jahren die Theorie, dass die Gene grundsätzlich auf den Chromosomen lokalisiert seien und das Zytoplasma nur eine sekundäre Rolle spiele. Die Genkarten basierten darauf, dass Koppelungsgruppen getrennt werden können, und man nahm an, dass dies umso häufiger geschieht, je weiter die betreffenden Gene auf dem Chromosom voneinander entfernt sind. Der dem Koppelungsbruch zugrunde liegende Vorgang des Crossing-over wurde 1930/31 durch Barbara McClintock und Harriet B. Creighton aufgeklärt.
Noch war allerdings keineswegs klar, welche Bestandteile der Chromosomen die materiellen Träger der Erbinformation sind. Man wusste (Richard Altmann 1889), dass die Chromosomen basische Proteine und „Nucleinsäure“ enthalten. Letztere schien als Erbmaterial kaum in Frage zu kommen, weil sie nur aus Zucker, Phosphat und fünf verschiedenen Nukleinbasen besteht, während bei den Proteinen eine immer größere Anzahl von Komponenten (Aminosäuren) entdeckt wurde. Erst 1953 wurde durch das Doppelhelix-Strukturmodell von James Watson und Francis Crick klar, dass die Desoxyribonukleinsäure (DNA) tatsächlich eine sehr komplexe Struktur hat.

## Geschlechtliche Fortpflanzung
Die geschlechtliche oder sexuelle Fortpflanzung ist dadurch gekennzeichnet, dass im Wechsel Zellkerne miteinander verschmelzen (Karyogamie), wobei die Zahl der Chromosomen sich verdoppelt (Diploidie), und bei einer besonderen Form der Kernteilung, der Meiose, die Chromosomenzahl wieder halbiert wird (Haploidie). Dieser Kernphasenwechsel führt dazu, dass die Chromosomen und damit die auf ihnen befindlichen Gene neu kombiniert werden (Rekombination), weil homologe Chromosomen bei der Meiose zufällig auf die Tochterkerne verteilt werden. Dies geschieht beim Menschen wie bei allen vielzelligen Tieren sowie bei den meisten Pilzen jeweils von Generation zu Generation, während sich bei höher organisierten Pflanzen (Landpflanzen oder Embryophyta) diploide und haploide Generationen abwechseln.
Die meisten Eukaryoten (Lebewesen mit Zellkernen) pflanzen sich zumindest gelegentlich auf sexuelle Weise fort. Beim Menschen und bei höher organisierten Tieren ist sie die einzige Form der Fortpflanzung, während bei anderen Eukaryoten auch eine asexuelle Fortpflanzung auftritt. Im häufigsten Fall sind (wie beim Menschen) zwei Geschlechter vorhanden, die unterschiedliche Geschlechtszellen (Gameten) bilden, welche sich bei der Befruchtung vereinigen. Vielfach besitzen Lebewesen Geschlechtsorgane beiderlei Geschlechts, was als Hermaphroditismus bezeichnet wird. Davon zu unterscheiden ist die Intersexualität, die Ausprägung von Merkmalen beider Geschlechter, die zumeist mit Unfruchtbarkeit verbunden ist.
Wo keine Geschlechtsunterschiede bestehen, wie bei Pilzen und bei vielen Algen, spricht man von Paarungstypen. Von diesen können auch mehr als zwei vorhanden sein. Eine abgeleitete Sonderform, bei der aus unbefruchteten Eizellen Nachkommen hervorgehen, ist die eingeschlechtliche oder unisexuelle Fortpflanzung. Sie wird bei Tieren als Parthenogenese, bei Pflanzen als Apomixis bezeichnet und kann im Wechsel mit der zweigeschlechtlichen Fortpflanzung stattfinden, wie etwa bei Blattläusen, oder die einzige Form der Fortpflanzung sein, wie bei den meisten Löwenzahn-Arten.

## Ungeschlechtliche Fortpflanzung

Ausläuferbildung beim Gänse-Fingerkraut

Bei der ungeschlechtlichen oder asexuellen Fortpflanzung findet keine Karyogamie und keine Meiose statt; der Ploidiegrad bleibt unverändert. Sie tritt bei Pflanzen, Algen, Pilzen und Einzellern sehr häufig auf und ist bei diesen Organismen oft die primäre Form der Vermehrung, etwa durch Sporen. Im Tierreich kommt sie nur bei relativ einfach organisierten Vertretern vor, so bei Würmern, Polypen und Manteltieren.